# التواصل البيئي (مجلة)
مجلة الاتصالات البيئية (بالإنجليزية: Environmental Communication)‏ هي مجلة علمية محكمة تغطي الاتصالات البيئية. تأسست في مايو 2007 ، مع ستيف ديبوي (جامعة سينسيناتي) بوصفه محررًا ومؤسسًا لها، وتنشر ثماني مرات سنويًا بواسطة دار نشر روتليدج. تُعد مجلة الاتصالات البيئية الجريدة الرسمية للجمعية الدولية للاتصال البيئي [الإنجليزية]. ورئيسة تحريرها هي شيرلي هو (جامعة نانيانغ التكنولوجية). وفقًا لمقاييس مجلة تايلور وفرانسيس [الإنجليزية] ، فإن للمجلة عامل تأثير 2021 يبلغ 3.518.